# Izotiazol
Izotiazolil sau 1,2-tiazolul este un compus heterociclic pentaciclic format din trei atomi de carbon, unul de azot și unul de sulf. Compusul face parte din clasa azolilor și este izomer cu tiazolul.
Nucleul izotiazolic se regăsește în structura unor compuși medicamentoși, precum sunt ziprasidona și lurasidona.